# Hasiok
Hasiok – śląski zespół grający hip-hop / rapcore pochodzący z Katowic.
Zespół w swoich utworach używa dialektu śląskiego, czasami wykorzystując wulgaryzmy i język niemiecki. Duża część tekstów dotyczy życia na Śląsku („Brudy”, „W moim familoku”, „Co ty wiesz”), niektóre utwory to krytyka mass mediów („Talk Show”, „Fryderyki”).

## Historia
Zespół Hasiok powstał w 1996 roku w Katowicach. Mimo że nie jest zespołem zawodowym, związał się z zabrzańską wytwórnią muzyczną Eska. Wytwórnia ta (nie mając żadnego wpływu na kształt albumu) wydała debiutancki singel i płytę Brudy. Wydanie tego albumu, pomimo braku jakiejkolwiek promocji, odbiło się echem w całej Polsce. Piosenki zespołu puszczano zarówno w radiowej Jedynce, Trójce, w rozgłośniach komercyjnych jak np. RMF FM oraz wielu innych. Zespół był zapraszany do TVP3 Katowice, PR3 oraz do lokalnych rozgłośni radiowych (Radio Top, Radio Flash, Radio Rodło i innych). W 1996 roku zespół zdobył nominację do Paszportów „Polityki”. Recenzje i wywiady o Hasioku były umieszczane w wielu gazetach. W 1996 i 1997 roku zespół zagrał kilkanaście koncertów w klubach i salach w całym kraju, występując m.in. z inną katowicką grupą Kaliber 44. Hasiok gra koncerty regularnie. W 2003 roku powstał nowy album Siła konkretu.
Z początkiem 2009 roku zespół rozpoczynał kolejną trasę koncertową z nowym materiałem.

## Dyskografia
Albumy
| Rok  | Album                                                           |
| ---- | --------------------------------------------------------------- |
| 1996 | Brudy - Data: 1996 - Wydawca: Eska Records                      |
| 2003 | Siła konkretu - Data: 2003 - Wydawca: Eska Records              |
| 2009 | Znak niepokoju - Data: 5 października 2009 - Wydawca: Box Music |
| 2013 | Czworte powstanie - Data: 9 kwietnia 2013 - Wydawca: Box Music  |

Single
| Rok                         | Tytuł                                | Pozycja na liście | Album          |
| Rok                         | Tytuł                                | PiK               | Album          |
| --------------------------- | ------------------------------------ | ----------------- | -------------- |
| 2009                        | „Synu” (gościnnie: Maciej Maleńczuk) | 13                | Znak niepokoju |
| „–” singel nie był notowany |                                      |                   |                |

## Teledyski
| Rok  | Tytuł                                           | Reżyseria          | Album             | Źródło |
| ---- | ----------------------------------------------- | ------------------ | ----------------- | ------ |
| 2009 | „Nie mam pieniędzy” (gościnnie: Artur Gadowski) | Sabin Kluszczyński | Znak niepokoju    | [ 5 ]  |
| 2009 | „Synu” (gościnnie: Maciej Maleńczuk)            |                    | Znak niepokoju    | [ 6 ]  |
| 2010 | „Bankier” (gościnnie: Jan Nowicki)              | Damian Bieniek     | Znak niepokoju    | [ 7 ]  |
| 2010 | „Wersja demo”                                   | Damian Bieniek     | Znak niepokoju    | [ 8 ]  |
| 2013 | „Andżela”                                       | Tomasz Bulenda     | Czworte powstanie | [ 9 ]  |
| 2013 | „Szkoła życia”                                  |                    | Czworte powstanie | [ 10 ] |